# Verwaltungsgemeinschaft Quirla
Die Verwaltungsgemeinschaft Quirla lag im thüringischen Saale-Holzland-Kreis.

## Gemeinden
- Möckern
- Quirla, Verwaltungssitz

## Geschichte
Die Verwaltungsgemeinschaft wurde am 1. Januar 1992 gegründet. Die Auflösung erfolgte am 19. Oktober 1995. Mit Wirkung zum 20. Oktober 1995 wurde Stadtroda erfüllende Gemeinde für die beiden Mitgliedsgemeinden.